# Le nuvole (Aristofane)
Le nuvole (in greco antico: Νεφέλαι?, Nephèlai) è una commedia di Aristofane, andata in scena per la prima volta ad Atene, alle Grandi Dionisie del 423 a.C. La versione che leggiamo oggi è però posteriore, redatta in un periodo tra il 421 e il 418 a.C. e probabilmente mai messa in scena dall'autore.

## Trama
Il contadino Strepsìade è perseguitato dai creditori a causa dei soldi che suo figlio Fidippide ha dilapidato alle corse dei cavalli; pensa allora di mandare il figlio alla scuola di Socrate, filosofo che, aggrappandosi ad ogni sofisma, insegna come prevalere negli scontri dialettici, anche se in posizione di evidente torto. In questo modo, pensa Strepsiade, il figlio sarà in grado di vincere qualsiasi causa che i creditori gli intenteranno.
In un primo momento Fidippide non vuole andare al Pensatoio (phrontistérion) del filosofo e così il padre, disperato e perseguitato dagli strozzini, decide di recarvisi lui stesso, seppur vecchio. Appena giunto, incontra un discepolo che gli dà un assaggio delle cose su cui si ragiona in quel luogo: una nuova unità di misura per calcolare la lunghezza del salto di una pulce, oppure la scoperta del modo in cui le zanzare emettono il loro suono. In seguito, finalmente Strepsiade vede Socrate sedere su una cesta sospesa a mezz'aria, in modo da studiare più da vicino i fenomeni celesti.
Il filosofo, dopo un breve dialogo, decide di impegnarsi ad istruirlo: gli mette indosso un mantello e una corona ed invoca l'arrivo delle Nuvole, le divinità da lui adorate, che si presentano puntuali sulla scena. Strepsiade però non riesce a capire nulla dei discorsi pseudo-filosofici che gli vengono fatti (parodia della filosofia socratica e sofistica) e viene quindi cacciato. Fidippide, incuriosito dai racconti del padre, decide infine di andare a visitare il pensatoio e quando arriva assiste al dibattito tra il Discorso Migliore e il Discorso Peggiore.
Nonostante i buoni propositi e i sani valori proposti dal Discorso Migliore (personificazione delle virtù della tradizione), alla fine prevale il Discorso Peggiore (personificazione delle nuove filosofie) attraverso ragionamenti cavillosi. Fidippide impara la lezione ed insieme al padre Strepsiade riesce a mandare via due creditori; il padre è contento, ma la situazione gli sfugge subito di mano: Fidippide comincia infatti a picchiarlo, e di fronte alle sue proteste il figlio gli dimostra di avere tutto il diritto di farlo. Esasperato e furioso, Strepsiade dà allora alle fiamme il Pensatoio di Socrate, tra le grida spaventate dei discepoli.

## Commento

### Socrate e le nuove filosofie

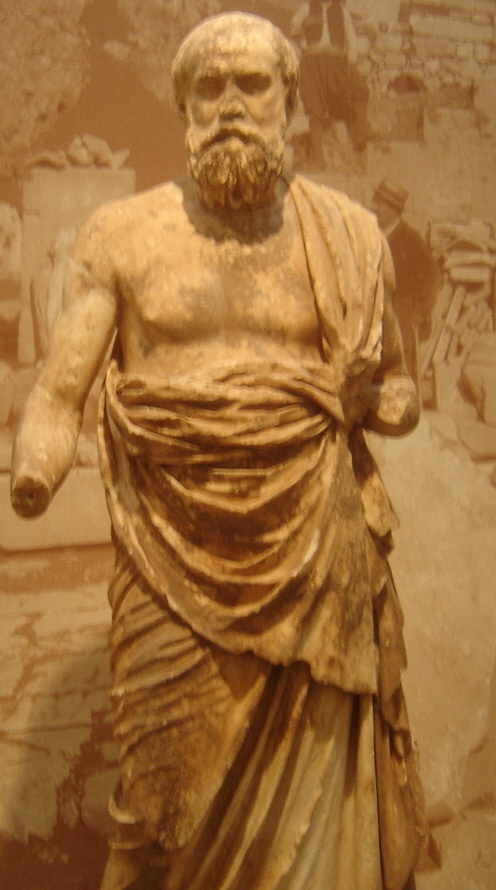
Statua di Socrate
(Museo archeologico di Delfi)

Per comprendere il significato dell'opera, è necessario tenere presente il fermento culturale che caratterizzava la Atene di quegli anni. Filosofi e pensatori stavano dando vita ad una rivoluzione del pensiero che sarebbe stata alla base della cultura europea nei secoli e millenni successivi, ma che veniva vista con sospetto negli ambienti più conservatori della città, i quali vedevano minacciati la religione ufficiale e i valori tradizionali.
Nonostante Socrate non sia il protagonista delle Nuvole, è indubbiamente lui, insieme ai sofisti, il principale bersaglio della parodia di Aristofane, che era tradizionalista e contrario alle nuove filosofie. Già al suo primo apparire sulla scena, Socrate è presentato in maniera quantomeno bizzarra: sospeso in aria in una cesta. Il filosofo spiega che questa posizione gli permette di librare la mente e il pensiero verso l'alto, mescolandoli all'aria e facendo così grandi scoperte.
Alla prova dei fatti, però, tali scoperte si dimostrano tutt'altro che sensazionali, nonostante l'ingenuo entusiasmo di Strepsiade: Socrate ed i suoi allievi si rivelano dei pericolosi cialtroni, che si occupano di questioni insensate e prive di importanza, come misurare il salto di una pulce, e che pretendono, con argomentazioni sottili ma prive di qualsiasi fondamento, di sovvertire il sistema di valori tradizionale. Emblematica, in questo senso, la scena in cui Fidippide picchia il proprio padre.
Le nuove filosofie sono insomma viste come sistemi di ragionamento nei quali quello che conta non è più la difesa dei valori e della giustizia, ma il saper rigirare le parole a proprio vantaggio, in modo da avere la meglio anche quando si ha torto. Su questo è infatti incentrata la disputa tra il Discorso Migliore e il Discorso Peggiore, vinta dal secondo. Ecco, ad esempio, il modo in cui viene giustificato l'adulterio:
(Le nuvole, vv. 1079-1082.)
Strepsiade e Fidippide si dimostrano ricettivi e ben presto usano argomentazioni capziose l'uno per non pagare i creditori e l'altro per dimostrare di avere tutto il diritto di picchiare il padre:
(Ivi, vv. 1408-1412.)

### Il coro delle Nuvole
Il coro della commedia è rappresentato dalle Nuvole, le divinità evocate da Socrate. Impalpabili e volatili, esse sono il simbolo delle nuove filosofie, infatti promettono a Strepsiade che potrà raggiungere qualsiasi risultato soltanto battagliando con la lingua. Il giudizio negativo di Aristofane è qui evidente, questo è infatti il modo in cui le Nuvole vengono descritte:
(Ivi, vv. 316-320, 331)

### Strepsiade e Fidippide: gli ateniesi
La commedia non si limita però alla satira nei confronti delle nuove filosofie; ad essere messo alla berlina è anche lo stolido utilitarismo di Strepsiade e di Fidippide, personaggi ingenui e mediocri, che qui rappresentano l'ateniese medio, attaccato solo alle cose materiali e al proprio personale tornaconto. Essi vedono nella filosofia soltanto un possibile modo per non pagare i propri debiti e guadagnare soldi, convinti che con essa sia possibile vincere ogni tipo di battaglia legale. Non si domandano se la filosofia possa servire a qualche altro fine che non sia il denaro, perché non concepiscono altri fini che quello. Strepsiade spiega chiaramente chi vorrebbe diventare tramite la filosofia:
(Ivi, vv. 444-451)
I due sono insomma personaggi ignoranti, che, quando vengono in contatto con un po' di cultura, tentano di piegarla ai loro bassi fini; salvo poi, una volta fallito il tentativo, dichiarare l'inutilità della cultura stessa, piuttosto che ammettere la loro disperante limitatezza.

## Nuvole primeeNuvole seconde: la storia dell'opera

### LeNuvole prime
Come già accennato, l'opera venne rappresentata per la prima volta alle Grandi Dionisie del 423 a.C., in una prima versione oggi perduta, in competizione con altre due commedie: La damigiana, l'ultima opera dell'anziano commediografo Cratino, ed il Conno di Amipsia, comico giovane e ancora poco conosciuto.
Lo scrittore Claudio Eliano (autore però non sempre attendibile) racconta che, poiché al teatro non tutti gli spettatori erano ateniesi, Socrate si alzò in piedi, in modo che anche chi non lo conosceva sapesse chi si stava prendendo in giro. La commedia piacque, tanto che alla fine delle rappresentazioni il pubblico cominciò a rumoreggiare perché fosse data la vittoria ad Aristofane.
La giuria fu però di diverso avviso: assegnò il primo posto alla Damigiana di Cratino e il secondo al Conno di Amipsia, relegando Le nuvole in fondo alla classifica. È possibile, ma ovviamente non verificabile, che in tale giudizio abbiano influito le pressioni politiche di Alcibiade, favorevole a Socrate e deciso a difenderne l'onore. La sconfitta fu cocente per Aristofane, tanto che l'anno successivo, nella parabasi delle Vespe, l'autore affermò che la sua precedente opera (Le nuvole, appunto) non era stata capita e che la giuria avrebbe dovuto invece premiare chi cercava di dire qualcosa di nuovo.
La parodia aristofanea tuttavia non passò inosservata, tanto che, secondo Platone, Socrate la ricordò nel 399 a.C. (ben 24 anni dopo la rappresentazione) nel corso del celebre processo da lui subito:
(Platone, Apologia di Socrate, 19c)

### LeNuvole seconde
Subita quella sconfitta, Aristofane scrisse una nuova versione delle Nuvole, quella che conosciamo oggi, che grazie ad indicazioni presenti nel testo stesso può essere datata tra il 421 ed il 418 a.C. Questa versione, però, per ragioni ignote non venne mai messa in scena dall'autore, e reca infatti alcuni segni di incompiutezza, il più importante dei quali è la mancanza di un canto corale dopo il v. 888. Tra la prima e la seconda versione le modifiche furono notevoli in tutto il testo, ma riguardarono soprattutto l'introduzione di una nuova parabasi e di due scene: quella della disputa tra i due Discorsi e quella finale del Pensatoio in fiamme.